# Thé au Pakistan
 (signalé en août 2025).
Si vous disposez d'ouvrages ou d'articles de référence ou si vous connaissez des sites web de qualité traitant du thème abordé ici, merci de compléter l'article en donnant les références utiles à sa vérifiabilité et en les liant à la section « Notes et références ».
- Archive Wikiwix
- Bing
- Cairn
- DuckDuckGo
- E. Universalis
- Gallica
- Google
- G. Books
- G. News
- G. Scholar
- Persée
- Qwant
- (zh) Baidu
- (ru) Yandex
- (wd) trouver des œuvres sur Wikidata

Le thé est populaire partout au Pakistan et y est appelé chai (écrit چائے). Pendant la colonisation britannique, le thé est devenu très populaire dans la ville de Lahore. Le thé est généralement consommé au petit-déjeuner, durant la pause de midi sur le lieu de travail, et le soir à la maison. Le thé du soir peut être consommé avec des biscuits ou un gâteau. Les invités se font généralement offrir le choix entre du thé et des boissons gazeuses. Il est de pratique courante pour les patrons d'offrir des pauses thé à leurs employés, et parfois même du thé pendant ces pauses. Le thé offert au travail est généralement fort et très sucré.
Au Pakistan, les thés noirs et verts sont pareillement très populaires et respectivement connus localement comme sabz chai et kahwah. Le thé vert populaire est appelé kahwah est souvent servi après chaque repas dans les provinces du Khyber Pakhtunkhwa et de la ceinture pachtoune au Baloutchistan. Au Cachemire, le kashmiri chai ou « chai du midi » est un thé rose, laiteux, avec des pistaches et de la cardamome ; il est consommé principalement lors d'occasions spéciales comme les mariages, et pendant les mois d'hiver, où il est vendu dans de nombreux kiosques. À Lahore et dans d'autres villes du Pendjab, ce kashmiri chai ou cha (comme prononcé en punjabi, en kosher et dans de nombreux dialectes chinois) est une boisson courante dans le pendjab, où il a été apporté par les kashmiris au XIXe siècle. Traditionnellement, il est préparé avec du sel de roche de l'Himalaya, lui donnant sa couleur rose caractéristique. Dans les régions du nord du Pakistan de Chitral et de Gilgit-Baltistan, le thé est consommé salé avec du beurre selon la façon tibétaine.